# Rachel Skarsten
Rachel Skarsten, född 23 april 1985 i Toronto i Ontario i Kanada, är en kanadensisk skådespelerska av norsk börd. För svensk TV-publik är hon mest känd i rollen som Dinah Lance i TV-serien Gothams änglar.